# Кайма
Каймата е смляно с месомелачка или кълцано месо (рядко риба). Към каймата могат да се добавят зеленчуци, подправки, яйца, хляб, галета и други съставки до получаване на смес, от която се оформят различни по вид и форма ястия.
Каймата може да бъде произведена както само от един вид месо, така и от няколко вида. Класическото смесване в българската кухня е 60% телешко с 40% свинско месо.
Каймата е един от най-популярните продукти за готвене в българската национална кухня. Може да се използва както за приготвяне на супи, така за основни ястия, ястия на скара (барбекю), изработване на сурово-пушени, варени и сушени колбаси.

## Най-популярните ястия с кайма в българската кухня

### Супи
- Супа топчета
- Супа от кайма с кисело зеле
- Супа от кайма с пиперки и картофи

### Основни ястия
- Лястовиче гнездо
- Мусака
- Кюфтета в сос
- Пълнени зеленчуци: пиперки, тиквички, картофи, домати
- Руло „Стефани“
- Кюфтета по чирпански
- Кюфтета по цариградски
- Палачинки с месо
- Лозови и зелеви сарми
- Яхния с кюфтета
- Татарско кюфте
- Шницел
- Кюфтета с боб

### Приготвени на скара
- Кюфтета
- Кебапчета
- Плескавица
- Кюфтета с кашкавал на скара
- Вретено от кайма на скара

### Колбаси и деликатеси
- Наденица: македонска наденица, варена наденица, сурова наденица
- Карначе
- Суджук
- Луканка
- Колбаси
- Саздърма

## Чуждестранни ястия с кайма, популярни в България
- Макарони
- Лазаня
- Равиоли
- Пелмени
- Плескавица
- Колбасица
- Сръбски геврек
- Папардели с кюфтенца
- Пилешки кюфтета с Маскарпоне
- Стек Salisbury
- Кайма с гъби
- Омлет с кайма